# Кубок Ліхтенштейну з футболу 1970—1971
Кубок Ліхтенштейну з футболу 1970—1971 — 26-й розіграш кубкового футбольного турніру в Ліхтенштейні. Титул здобув Вадуц.

## Перший раунд
| Команда 1   | Рахунок | Команда 2 |
| ----------- | ------- | --------- |
| Ешен-Маурен | 3–2     | Трізен    |
| Руггелль    | 1–2     | Шан       |

Вільні від першого раунду Вадуц та Бальцерс.

## 1/2 фіналу
| Команда 1 | Рахунок | Команда 2   |
| --------- | ------- | ----------- |
| Вадуц     | 6–2     | Бальцерс    |
| Шан       | 3–1     | Ешен-Маурен |

## Фінал
| 21 червня 1971 |

| Вадуц | 4–2 | Шан |
| ----- | --- | --- |
|       |     |     |

| Вадуц |